# Oxytropis armeniaca
Oxytropis armeniaca là một loài thực vật có hoa trong họ Đậu. Loài này được Sosn. ex Mulk. miêu tả khoa học đầu tiên.